# Сан Донато (Арецо)
Сан Донато је насеље у Италији у округу Арецо, региону Тоскана.
Према процени из 2011. у насељу је живело 4 становника. Насеље се налази на надморској висини од 617 м.